# Louis Toussaint
Hermann Friedrich Louis Toussaint (* 1826 in Königsberg (Preußen); † 1887 in Düsseldorf) war ein deutscher Genremaler der Düsseldorfer Schule.

## Leben
Von 1845 bis 1851 war Toussaint Schüler von Ludwig Rosenfelder an der Kunstakademie Königsberg. Am 2. Oktober 1851 setzte er sein Studium an der Kunstakademie Düsseldorf fort. Bis etwa 1852 war Theodor Hildebrandt dort sein wichtigster Lehrer. Nach Anfängen in der Historienmalerei ging er Mitte der 1850er Jahre zur unterhaltsamen Genremalerei über und schuf – oft unter Einsatz raffinierter Beleuchtungseffekte – zahlreiche Kinder- und Familiendarstellungen, die er in Düsseldorf, Berlin, Bremen, Hannover, Magdeburg und Leipzig ausstellte und die zum Teil durch Illustrationen in Zeitschriften weitere Verbreitung fanden. Toussaint war hauptsächlich in Düsseldorf tätig, wo er dem Künstlerverein Malkasten angehörte. Dort engagierte er sich auch als Stückeschreiber für die Malkastenbühne. So schuf er etwa die Posse Die Mumie, die die Bühne am 16. November 1870 gab, und die Posse Das Ständchen, die am 13. Februar 1875 aufgeführt wurde. Er wirkte auch in der Willingshäuser Malerkolonie.

## Werke (Auswahl)

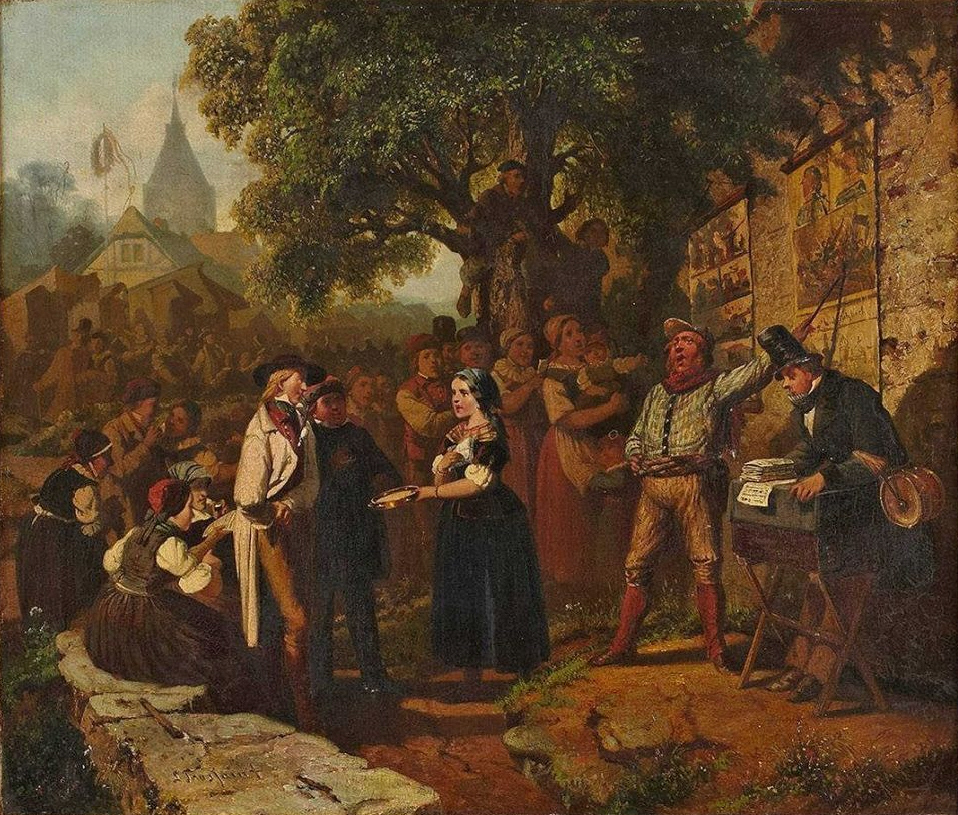
Hessisches Volksfest

- Martinsabend in der Düsseldorfer Altstadt, 1855
- Mädchen beim Abendbrot im Kerzenschein, 1860
- Am Sonntag, 1861
- Der Bettelmusikant, 1864
- Beim Gottesdienst, 1865
- Der Vogelhändler, 1877
- Hessisches Volksfest
- Der kleine Schmied
- Der Gentleman auf Reisen
- Fremde im Schloss